# Schistura alta
Schistura alta är en fiskart som beskrevs av Teodor T. Nalbant och Bianco, 1998. Schistura alta ingår i släktet Schistura och familjen grönlingsfiskar. Inga underarter finns listade i Catalogue of Life.